# Oficina de Propiedad Intelectual de la Unión Europea
La Oficina de Propiedad Intelectual de la Unión Europea (o EUIPO por sus siglas en inglés, de European Union Intellectual Property Office) es una agencia de la Comisión Europea encargada de proteger la propiedad intelectual y registrar las marcas y diseños (dibujos y modelos) que se produzcan y comercialicen en la Unión Europea (anteriormente conocida como “marca comunitaria”). Hasta el 23 de marzo de 2016 se llamaba Oficina de Armonización del Mercado Interior (Marcas, Dibujos y Modelos) u OAMI.
La marca comunitaria y el dibujo y modelo comunitario confiere a su titular un derecho unitario, con plena validez en todos los Estados de la Unión a través de un único procedimiento.
Su sede se encuentra en la ciudad española de Alicante, y su presidente a partir de octubre de 2010, y durante un período de 5 años, fue Antonio Campinos. La EUIPO inició su actividad en el año 1994 con el nombre OAMI en español y en el 2016 empleaba en su sede de Alicante a más de 1.100 profesionales de distintas nacionalidades de la UE.  La Oficina tiene cinco lenguas de trabajo —alemán, español, francés, inglés e italiano— y tramita solicitudes en las 24 lenguas oficiales de la Unión.
La EUIPO también alberga el Observatorio Europeo de las Vulneraciones de los Derechos de Propiedad Intelectual. Confiado a la EUIPO en junio de 2012, el observatorio reúne a partes interesadas públicas y privadas que luchan contra la piratería y la falsificación
El 23 de marzo de 2016, en virtud del Reglamento (UE) 2015/2424 del Parlamento Europeo y del Consejo, pasa a denominarse EUIPO, European Union Intellectual Property Office, cuyo nombre en español sería Oficina de Propiedad Intelectual de la Unión Europea, si bien está por determinar cuál será el acrónimo que permanezca.